# Louis Genty
Louis Genty est un homme politique français né le 5 octobre 1743 à Ermenonville (Oise) et décédé le 22 septembre 1817 à Orléans (Loiret).

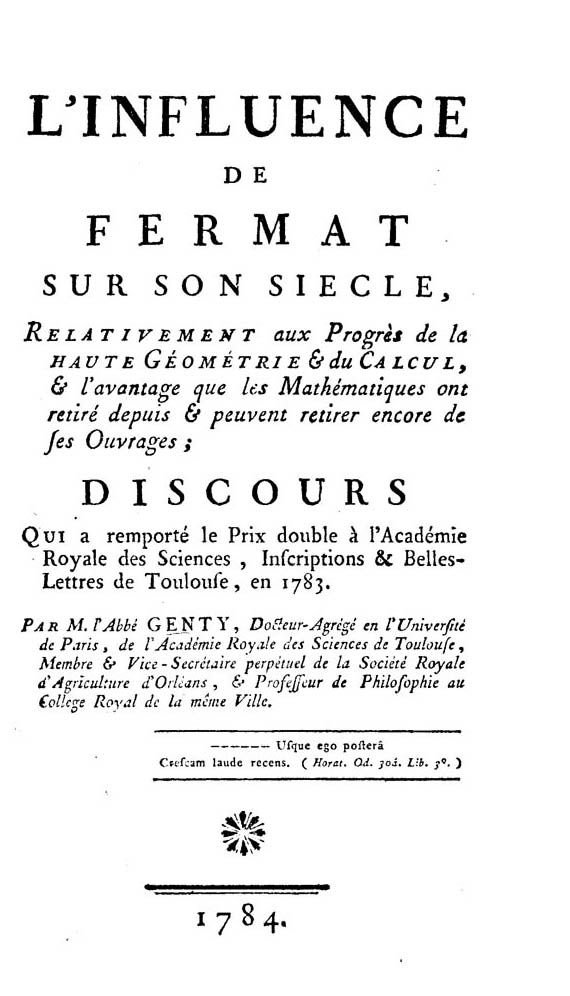
Influence de Fermat sur son siecle, 1784

Proviseur du collège royal d'Orléans et secrétaire-greffier de l'assemblée provinciale de l'Orléanais avant la Révolution, il devient procureur syndic du district d'Orléans et est député du Loiret de 1791 à 1792. Le 18 germinal an IV, il est nommé professeur de mathématiques à l'école centrale du Loiret et correspondant de l'Académie des Sciences. Il est aussi secrétaire perpétuel de la société royale d'agriculture d'Orléans.

## Sources
- « Louis Genty », dans Adolphe Robert et Gaston Cougny, Dictionnaire des parlementaires français, Edgar Bourloton, 1889-1891 [détail de l’édition]